# Paspalum rupestre
Paspalum rupestre är en gräsart som beskrevs av Carl Bernhard von Trinius. Paspalum rupestre ingår i släktet tvillinghirser, och familjen gräs. Inga underarter finns listade i Catalogue of Life.